# محسن فكري (مخرج)
'محسن فكري' مخرج تليفزيونى مصري، ولد عام 1950حاصل علي بكالوريوس تمثيل واخراج في المعهد العالى للفنون المسرحيه , حيث نالت أعماله شهرة في فترة التسعينيات بعد إخراجه مسلسل ترويض الشرسة بطولة آثار الحكيم، كما شارك في إخراج العديد من السهرات التليفزيونية مع كبار النجوم (عفوا أيها الماضي - نساء الصمت - القانون واللعبة )

## أعماله

### أفلام
- هيام
- البوليس النسائي
- إلى من يهمه الأمر
- أنا وأنت وساعات السفر

### مسلسلات
| - وفيه ناس طيبين(1981) - أنا وانت وبابا في المشمش(1989) - النوة (1991) - وما زال النيل يجري(1992) | - البحث عن عبده(1992) - أمهات في بيت الحب(1993) - ترويض الشرسة(1996) - البيت الكبير(1997) | - بدارة (1999) - حبنا الكبير(2000) - الوشم (2001) - نهر العطاء (2001) | - ديدي ودوللي(2002) - بعاد السنين (2003) - حكايات بابا فرحان(2004) - السلمانية (2005) |

### مسرحيات
- غريب الدار [4]
- الانفجار الجميل - 1983 [5]
- لعبة الحب والجنان - 1992 [6]